# 原悦子
原 悦子（はら えつこ、1956年4月1日 - ）は、日本の女優。
新潟県新潟市出身、相模女子大学高等部卒。日活ロマンポルノの黄金期を支えた重要な女優の一人である。
当時は「原悦子大明神」と言われるほど人気を博した、元祖ポルノ・アイドルであった。

## 来歴
本名（広橋寿美栄＝ひろはしすみえ）。デビュー時の芸名は「広橋すみれ」。1974年放送のTVドラマ「われら青春!」に生徒役で出演。
また、同年放送スタートのTVドラマ「純愛山河　愛と誠」にも生徒役で出演している。
そして、TVドラマ「われら青春!」に出演していた時期に、フジテレビの「オールスター家族対抗歌合戦」のアシスタント（ADのような仕事）もしていた。
俳優を目指して大映の第一演技研究所で演技の勉強をし、テレビCM等で活躍していたが、1976年、平凡出版（現マガジンハウス）より発行された平凡パンチ誌上のメイトクラブで、メイト・ガールとしてグラビアでデビュー。
同年、大蔵映画制作のピンク映画へ出演。日活ロマンポルノへ活動の場を移したのちには、その清純さと飾り気の無い笑顔が話題を呼び、数々の作品が大ヒットを記録、絶大な人気を博した。ピンク映画時代はさほど目立った存在ではなかったこともあり、大蔵映画などは慌てて出演作品を再映したという。
メイト・ガール出身であったためか、当時のポルノ女優としては珍しくアイドル路線の売り出しかたをされたため、大学生を中心に若年層を劇場へ呼ぶことに成功。観客の年齢層が高く、集客に伸び悩んでいたポルノ産業へ新風を吹き込むきっかけとなった。
当時、ファンクラブである「原悦子フレンドクラブ」の会員は76万人にも及んだ。その人気にまつわるエピソードとして、武道館での大サイン会があり、彼女は多くの学園祭などにもひっぱりだこだった。
1978年には第一回学生アイドル大賞を受賞。この年には日劇ミュージックホールで「愛とエロスのファンタジア」の舞台を踏む。ケチで有名な東宝が大入り袋を出した。同年、平凡パンチ創刊15周年を記念した企画「原悦子日本の旅」が各誌、週刊誌で話題を呼んが、これは大阪、名古屋、福岡など日本を横断してサイン会と撮影が行われるイベントであった。
40本を超すピンク映画出演歴を引っ下げ1978年にっかつ入社。『トルコ110番・悶絶くらげ』などに出演し、18歳未満入場禁止の成人映画にしか出演したことのないポルノ女優が、高校生を含む広範な若者たちのアイドルになる。日活ロマンポルノはそれまでも田中真理や白川和子、伊佐山ひろ子、東てる美、泉じゅんあたりが玄人筋から人気を集めた例はあったが、ミーハー若年層から幅広い人気を集めた現象は原が初めてだった。1980年には、にっかつ制作の一般映画、「おさな妻」へ主演。劇場は18歳未満の若者、そして女性の観客で埋まる。尚、ロマンポルノを引退した理由は一般映画、TVへ活躍の場を広げるためであったが、他には、にっかつから「本番（セックス）」を求められるようになったからだと、インタビューで答えている。また「愛の妖精」など、レコードも吹き込んでいる。
引退後は、大学生向けのフリーペーパー「カレッヂ・コミュニティ」を立ち上げる。事務所は銀座の外れにあり、編集長として長年奔走するが、現在は休刊。原本人は、学童保育の指導員の資格をとり、活躍中。

## 出演作品

### ドラマ
- 1974年
  - われら青春! 第11話～第22話（17話は出演していない）、「広橋すみれ」の名前がOPにクレジットされているのは、第19話と第20話のみ。
  - 純愛山河 愛と誠　「広橋すみれ」名義で出演。役名は「キムラ　エミ」。1話、2話、5話～7話、10話～12話
- 1975年
  - 俺たちの旅　第25話（「広橋すみれ」名義）
- 1981年
  - 蛇蠍のごとく
  - 幽霊温泉〜迷探偵コンビ死の旅へ!

### 映画
- 1976年
  - 麻雀ポルノ・パイパン性合戦
  - 性感不毛地帯
  - 新妻の性秘密
  - 秘）邪淫修道尼
  - 姦通「卍」くずし
  - 暴走痴漢車性旅行

- 1977年
  - 女子大生(秘)ピンクレディ
  - ピンク性狂宴
  - 恋人セックス交換
  - セックス・ゼミ…夢魔のうめき
  - 売春グループ・花の予備軍
  - 密林の淫獣
  - 愛慾の落し穴
  - モーレツ女　新婚性地獄
  - 絶倫性天国・一夫多妻
  - 彼奴はスゴく大きいぞ
  - 暴行燗熟未亡人
  - 強欲暴姦魔
  - 痴漢女色狂
  - 男好きな女は一発で勝負する
  - 新妻を襲う
  - 蛇淫の精魂
  - 痴漢覗きの極秘
  - セックス急転
  - 淫蕩少女の告白
  - 痴漢透明人間・女、女、女…Part2
  - 変態結婚
  - 女子大生セックス・アニマル

- 1978年
  - 女の(秘)武器は下半身
  - ポルノ・チャンチャカチャン
  - セックスナンバー・006は性番号
  - 痴漢との遭遇
  - 宇能鴻一郎の看護婦寮
  - 女教師・秘密
  - おんなの寝室・好きくらべ
  - トルコ110番・悶絶くらげ
  - 肉慾の色遍歴
  - 処女暴行記
  - 浮気妻・性の谷渡り
  - 女犯色情魔
  - 淫蕩好色夫人
  - 成熟娘・性の楽園

- 1979年
  - ひと夏の秘密
  - 桃尻娘・ラブアタック
  - 原悦子の濡れてるの
  - 高校エロトピア・赤い制服
  - ひと夏の秘密
  - 看護婦日記・いたずらな指

- 1980年
  - おさな妻
  - 宇能鴻一郎の濡れて悶える
  - 看護婦日記・わいせつなカルテ
  - クライマックス・犯される花嫁

### 舞台
- 1976年
  - 愛とエロスのファンタジア

### その他
- 2021年
  - クイズ!脳ベルSHOW（2021年1月）

## 受賞歴
- 1978年
  - 第一回学生アイドル大賞
  - スカイ・ブルー・リボン賞「第一回主演女優賞」

## 出版
- 詩集「はだかんぼの詩」ブロンズ社（1979年）
- 『映画の友（EIGA NO TOMO）』増刊 原悦子特集号、近代映画社（1979年）
- 『映画の友（EIGA NO TOMO）』増刊 原悦子スペシャルPART2、近代映画社（1980年）
- 『原悦子写真集 海の歌がきこえる』一番館書房（1980年）
- 『原悦子写真集』近代映画社（1980年）

## ディスコグラフィ

### シングル
| 発売年月日     | A面 B面 | タイトル               | 作詞         | 作曲       | 編曲         | レコード品番 | レーベル         | 備考                   |
| 1980年3月5日   | A 面    | 愛の妖精               | 荒木とよひさ | 大野雄二   | 大野雄二     | SV-6697      | ビクターレコード | 映画「おさな妻」挿入歌 |
| 1980年3月5日   | B面     | あなたと悦子           | 原悦子       | 大野雄二   | 大野雄二     | SV-6697      | ビクターレコード |                        |
| 1981年10月21日 | A 面    | 初恋パンチはストレート | 原悦子       | 西谷翔     | あかのたちお | SV-7162      | ビクターレコード |                        |
| 1981年10月21日 | B面     | 大好きなのはあなた     | おぎひろし   | おぎひろし | あかのたちお | SV-7162      | ビクターレコード |                        |

### アルバム
- はだかんぼ（ビクターレコード / 1980年）

## 関連した映画会社
- 大蔵映画
- 新東宝興業
- 日活（にっかつ）
- 電映商事
- ワールド映画
- ミリオンフィルム